# 앙성면
앙성면(仰城面)은 대한민국 충청북도 충주시에 위치하는 면이다. 동쪽으로 충주시 가금면, 서쪽으로 음성군 감곡면과 경기도 여주시 점동면, 남쪽으로 충주시 노은면, 북쪽으로 충주시 소태면과 강원특별자치도 원주시 부론면에 인접해있어 교통이 편리하다. 앙성온천과 참한우마을로 유명한 곳이다.

## 연혁
- 1914년, 행정구역 폐합으로 복성면의 23개 리와 앙암면의 14개 리를 통합하여 충주군 앙성면으로 관할
- 1956년, 충주읍의 시승격에 따라 중원군 앙성면으로 개칭
- 1995년, 시·군 통합에 따라 충주시 앙성면으로 개칭

## 행정 구역
- 강천리(江泉里)
- 능암리(陵岩里)
- 단암리(丹岩里)
- 돈산리(敦山里)
- 마련리(馬蓮里)
- 모점리(毛店里)
- 목미리(木尾里)
- 본평리(本坪里)
- 사미리(沙美里)
- 영죽리(永竹里)
- 용대리(龍垈里)
- 용포리(龍浦里)
- 조천리(釣川里)
- 중전리(中田里)
- 지당리(智堂里)

## 주요 기관

### 교육 기관
- 초등학교
  - 앙성초등학교(강천초등학교 통폐합)
- 중학교
  - 앙성중학교

### 행정 기관
- 충주소방서 앙성119안전센터

### 숙박 시설
- 켄싱턴리조트 충주(구.돈산 하일라 콘도)